# Саргсян, Арман Левонович
Арман Левонович Саргсян (род. 12 сентября 1980 года в Ереване, Армянская ССР, СССР) — российский боксёр-профессионал армянского происхождения, выступавший в лёгкой весовой категории. Мастер спорта России. Золотой призёр Чемпионата России и чемпионата СНГ и славянских стран (2006), чемпион мира WBL по боксу среди профессионалов (2008).

## Биография
Арман Саргсян родился 12 сентября 1980 года в Ереване.

### Карьера
В 2001 году стал чемпионом на чемпионате ЦФО по боксу.
14 сентября 2003 года дебютировал на профессиональном ринге в бою против Евгения Луки из Краснодара. 9 сентября 2004 года в рамках программы «Подготовки чемпионов Мира в России» одержал победу в поединке против чемпиона Белоруссии Евгения Круглика.
10 января 2006 года Саргсян выиграл у Дениса Кривченко (TKO в пятом раунде), а 22 июня 2006 года победил техническим нокаутом в 10-м раунде Андрея Девятайкина и стал обладателем двух титулов: Чемпион России и Чемпион СНГ и славянских стран. Поединок прошёл в московском казино «Кристалл».
19 мая 2007 года в бою против Бехзода Набиева завоевал титул WBC Азиатского боксёрского совета.
22 ноября 2008 года досрочно в 9-м раунде победил боксёра из Ганы Абдула Малика Джабира, и завоевал титул чемпиона мира по версии WBL в лёгком весе.
19 марта 2010 года стало известно, что Арман Саргсян проведёт свой первый бой в США против мексиканца Дженаро Тразанкоса, однако за два дня до боя соперник отказался от поединка.
14 мая 2010 года в городе Примм (штат Невада) Арман Саргсян стал победителем в своём первом поединке на территории США, где победил Лео Мартинеса.
На сегодняшний день ведёт тренерскую карьеру. В 2017 году основал школу бокса. В 2019 году был откомандирован в США, где тренирует российского боксёра-профессионала Петроса Ананяна.

## Статистика профессиональных боёв
В таблице перечислены результаты всех поединков боксёров.
В каждой строке указан результат поединка. Дополнительно номер поединка обозначен цветом, который обозначает итог поединка. Расшифровка обозначений и цветов представлена в нижеследующей таблице.
| Пример | Расшифровка                     |
| ------ | ------------------------------- |
|        | Победа                          |
|        | Ничья                           |
|        | Поражение                       |
|        | Планируемый поединок            |
|        | Поединок признан несостоявшимся |
| КО     | Нокаут                          |
| ТКО    | Технический нокаут              |
| PTS    | Решение судей (по очкам)        |
| UD     | Единогласное решение судей      |
| MD     | Решение большинства судей       |
| SD     | Раздельное решение судей        |
| RTD    | Отказ от продолжения боя        |
| DQ     | Дисквалификация                 |
| NC     | Поединок признан несостоявшимся |

| 14 поединков, 14 побед (8 нокаутом). | 14 поединков, 14 побед (8 нокаутом). | 14 поединков, 14 побед (8 нокаутом). | 14 поединков, 14 побед (8 нокаутом). | 14 поединков, 14 побед (8 нокаутом).                | 14 поединков, 14 побед (8 нокаутом). | 14 поединков, 14 побед (8 нокаутом).                           |
| Бой                                  | Рекорд                               | Дата боя                             | Соперник                             | Место проведения боя                                | Раундов, время                       | Примечание                                                     |
| ------------------------------------ | ------------------------------------ | ------------------------------------ | ------------------------------------ | --------------------------------------------------- | ------------------------------------ | -------------------------------------------------------------- |
| 14                                   | 14-0                                 | 14 мая 2010                          | Лео Мартинес (15-12)                 | Buffalo Bill's Star Arena, город Примм, штат Невада | UD 8 (8)                             |                                                                |
| 13                                   | 13-0                                 | 22 ноября 2008                       | Абдул Малик Джабир (11-6)            | Montreal Club, Москва                               | TKO 7 (12)                           | Завоевал вакантный титул чемпиона по версии WBL в лёгком весе. |
| 12                                   | 12-0                                 | 14 декабря 2007                      | Серхио Эдуардо Гонсалес (22-7)       | Sportpalace Rubin, Москва                           | TKO 3 (10)                           |                                                                |
| 11                                   | 11-0                                 | 19 мая 2007                          | Бехзод Набиев (8-1)                  | USC Soviet Wings, Москва                            | RTD 7 (12)                           | Завоевал титул WBC Asian Boxing Council                        |
| 10                                   | 10-0                                 | 21 октября 2006                      | Бен Одаматти (11-3)                  | Zvezda, Звенигород                                  | UD 10 (10)                           |                                                                |
| 9                                    | 9-0                                  | 22 июня 2006                         | Андрей Девятайкин (14-13)            | Casino Crystall, Москва                             | TKO 10 (12)                          | Завоевал титулы Russia Light и WBC CISBB Light                 |
| 8                                    | 8-0                                  | 16 апреля 2006                       | Мариан Леондралиу (13-16)            | Casino Crystall, Москва                             | TKO 5 (8)                            |                                                                |
| 7                                    | 7-0                                  | 10 января 2006                       | Денис Кривченко (0-3)                | Centavr-Club, Москва                                | TKO 5 (8)                            | Завоевал титул WBC CIS and Slovenian Boxing Bureau (CISBB)     |
| 6                                    | 6-0                                  | 21 июля 2005                         | Агали Алышов (1-4)                   | Centavr-Club, Москва                                | UD 8 (8)                             |                                                                |
| 5                                    | 5-0                                  | 10 февраля 2005                      | Юрий Ященко (0-1)                    | Centavr-Club, Москва                                | TKO 6 (6)                            |                                                                |
| 4                                    | 4-0                                  | 18 ноября 2004                       | Артем Киракосян (дебют)              | Centavr-Club, Москва                                | UD 6 (6)                             |                                                                |
| 3                                    | 3-0                                  | 21 октября 2004                      | Дмитрий Татаринович (дебют)          | Centavr-Club, Москва                                | KO 1 (6)                             |                                                                |
| 2                                    | 2-0                                  | 9 сентября 2004                      | Евгений Круглик (1-1)                | Centavr-Club, Москва                                | UD 6 (6)                             |                                                                |
| 1                                    | 1-0                                  | 14 сентября 2003                     | Евгений Лука (дебют)                 | Radisson SAS Slavyanskaya Hotel, Москва, Россия     | UD 6 (6)                             |                                                                |